# Katrin Šmigun
Katrin Šmigun (ur. 21 października 1979 w Tartu) – estońska biegaczka narciarska, czterokrotna medalistka mistrzostw świata juniorów.

## Kariera
Po raz pierwszy na arenie międzynarodowej Katrin Šmigun pojawiła się w marcu 1995 roku podczas mistrzostw świata juniorów w Gällivare, gdzie zajęła 19. pozycję w biegu na 15 km techniką dowolną. Na tym samym dystansie rok później, na mistrzostwach świata juniorów w Asiago była czternasta. Na mistrzostwach świata juniorów w Canmore zdobyła srebrny medal w tej samej konkurencji. Największe sukcesy osiągnęła jednak podczas mistrzostw świata juniorów w Pontresinie, gdzie zwyciężyła w biegu na 5 km stylem dowolnym, a na dystansie 15 km klasykiem zdobyła brązowy medal. Czwarty z juniorskich medali Šmigun wywalczyła na mistrzostwach juniorów w Saalfelden, zajmując trzecie miejsce w biegu na 15 km techniką dowolną.
W Pucharze Świata zadebiutowała 25 listopada 1995 roku w Vuokatti, zajmując 72. miejsce w biegu na 5 km stylem klasycznym. Pierwsze punkty wywalczyła rok później, 26 listopada 1996 roku w Kirunie, plasując się na 24. pozycji w biegu na 5 km stylem dowolnym. W klasyfikacji generalnej sezonu 1995/1996 zajęła ostatecznie 73. miejsce. Najlepsze wyniki w Pucharze Świata osiągnęła w sezonie 1998/1999, który ukończyła na 24. miejscu. Nigdy nie stanęła na podium zawodów pucharowych.
Pierwszą dużą imprezą w jej karierze były mistrzostwa świata w Trondheim w 1997 roku, gdzie zajęła między innymi 45. miejsce w biegu na 15 km stylem dowolnym. Startowała także na mistrzostwach w latach 1999, 2001 i 2005, najlepszy wynik osiągając podczas mistrzostw świata w Ramsau w 1999 roku, gdzie bieg na 15 km techniką dowolną ukończyła na dziesiątej pozycji. Startowała także na igrzyskach olimpijskich w Nagano w 1998 roku i igrzyskach w Salt Lake City w 2002 roku. Najlepsze olimpijskie wyniki Estonki to trzynaste miejsca w biegu na 15 km stylem klasycznym w Nagano oraz biegu na 30 km klasykiem w Salt Lake City. W 2006 roku zakończyła karierę.
Zarówno jej siostra Kristina Šmigun, jak i kuzyn Aivar Rehemaa oraz szwagierka Claudia Nystad także uprawiają biegi narciarskie.

## Osiągnięcia

### Igrzyska olimpijskie
| Miejsce | Dzień     | Rok  | Miejscowość    | Konkurencja             | Czas biegu | Strata  | Zwyciężczyni      |
| ------- | --------- | ---- | -------------- | ----------------------- | ---------- | ------- | ----------------- |
| 13.     | 8 lutego  | 1998 | Nagano         | 15 km stylem klasycznym | 46:55,4    | +3:23,5 | Olga Daniłowa     |
| 20.     | 10 lutego | 1998 | Nagano         | 5 km stylem klasycznym  | 17:37,9    | +1:10,8 | Łarisa Łazutina   |
| 15.     | 12 lutego | 1998 | Nagano         | 5+10 km pościgowy       | 46:06,9    | +1:46,4 | Łarisa Łazutina   |
| 23.     | 9 lutego  | 2002 | Salt Lake City | 15 km stylem dowolnym   | 39:54,4    | +2:31,2 | Stefania Belmondo |
| 42.     | 12 lutego | 2002 | Salt Lake City | 10 km stylem klasycznym | 28:05,6    | +3:04,6 | Bente Skari       |
| 13.     | 24 lutego | 2002 | Salt Lake City | 30 km stylem klasycznym | 1:30:57,1  | +5:06,9 | Gabriella Paruzzi |

### Mistrzostwa świata
| Miejsce | Dzień     | Rok  | Miejscowość | Konkurencja             | Czas biegu | Strata  | Zwyciężczyni        |
| ------- | --------- | ---- | ----------- | ----------------------- | ---------- | ------- | ------------------- |
| 45.     | 21 lutego | 1997 | Trondheim   | 15 km stylem dowolnym   | 36:28,2    | +4:26,4 | Jelena Välbe        |
| 66.     | 23 lutego | 1997 | Trondheim   | 5 km stylem klasycznym  | 13:32,7    | +1:42,8 | Jelena Välbe        |
| 10.     | 19 lutego | 1999 | Ramsau      | 15 km stylem dowolnym   | 38:49,0    | +2:30,7 | Stefania Belmondo   |
| 43.     | 22 lutego | 1999 | Ramsau      | 5 km stylem klasycznym  | 12:49,8    | +1:42,1 | Bente Skari         |
| 16.     | 23 lutego | 1999 | Ramsau      | 5+10 km pościgowy       | 42:27,9    | +2:40,2 | Stefania Belmondo   |
| 10.     | 25 lutego | 1999 | Ramsau      | Sztafeta 4 × 5 km       | 53:05,9    | +3:28,2 | Rosja               |
| 19.     | 27 lutego | 1999 | Ramsau      | 30 km stylem klasycznym | 1:29:19,9  | +6:35,2 | Łarisa Łazutina     |
| 39.     | 15 lutego | 2001 | Lahti       | 15 km stylem klasycznym | 43:54,8    | +5:19,2 | Bente Skari         |
| 53.     | 17 lutego | 2005 | Oberstdorf  | 10 km stylem dowolnym   | 26:27,6    | +4:24,1 | Kateřina Neumannová |
| 13.     | 21 lutego | 2005 | Oberstdorf  | Sztafeta 4 × 5 km       | 57:15,7    | +5:24,7 | Norwegia            |
| DNF     | 26 lutego | 2005 | Oberstdorf  | 30 km stylem klasycznym | 1:27:05,8  | -       | Marit Bjørgen       |

### Mistrzostwa świata juniorów
| Miejsce | Dzień       | Rok  | Miejscowość | Konkurencja             | Wynik     | Strata  | Zwyciężczyni      |
| ------- | ----------- | ---- | ----------- | ----------------------- | --------- | ------- | ----------------- |
| 49.     | 26 stycznia | 1994 | Breitenwang | 5 km stylem klasycznym  | 16:20,2   | +1:37,0 | Irina Składniewa  |
| 8.      | 28 stycznia | 1994 | Breitenwang | Sztafeta 4 × 5 km       | 1:06:19,6 | +2:05,4 | Czechy            |
| 30.     | 1 marca     | 1995 | Gällivare   | 5 km stylem klasycznym  | 15:46,8   | +1:27,4 | Natalia Baranowa  |
| 19.     | 5 marca     | 1995 | Gällivare   | 15 km stylem dowolnym   | 43:16,9   | +3:37,5 | Julija Czepałowa  |
| 16.     | 31 stycznia | 1996 | Asiago      | 5 km stylem klasycznym  | 15:01,8   | +1:09,2 | Maija Puukilainen |
| 14.     | 4 lutego    | 1996 | Asiago      | 15 km stylem dowolnym   | 43:52,9   | +3:10,2 | Julija Czepałowa  |
| 4.      | 12 lutego   | 1997 | Canmore     | 5 km stylem klasycznym  | 14:28,7   | +29,4   | Kristina Šmigun   |
| 2.      | 16 lutego   | 1997 | Canmore     | 15 km stylem dowolnym   | 43:45,7   | +23,8   | Kristina Šmigun   |
| 1.      | 21 stycznia | 1998 | Pontresina  | 5 km stylem dowolnym    | 14:03,2   | -       | -                 |
| 3.      | 25 stycznia | 1998 | Pontresina  | 15 km stylem klasycznym | 48:25,6   | +51,9   | Hilde Glomsås     |
| 13.     | 3 lutego    | 1999 | Saalfelden  | 5 km stylem klasycznym  | 14:23,5   | +34,9   | Lina Andersson    |
| 2.      | 7 lutego    | 1999 | Saalfelden  | 15 km stylem dowolnym   | 41:20,5   | +9,4    | Zuzana Kocumová   |

### Puchar Świata

#### Miejsca w klasyfikacji generalnej
- sezon 1994/1995: 73.
- sezon 1996/1997: 48.
- sezon 1997/1998: 73.
- sezon 1998/1999: 24.
- sezon 1999/2000: 46.
- sezon 2000/2001: 92.
- sezon 2001/2002: 87.
- sezon 2002/2003: 69.

#### Miejsca na podium
Šmigun nie stała na podium indywidualnych zawodów Pucharu Świata.